# Waldspirale

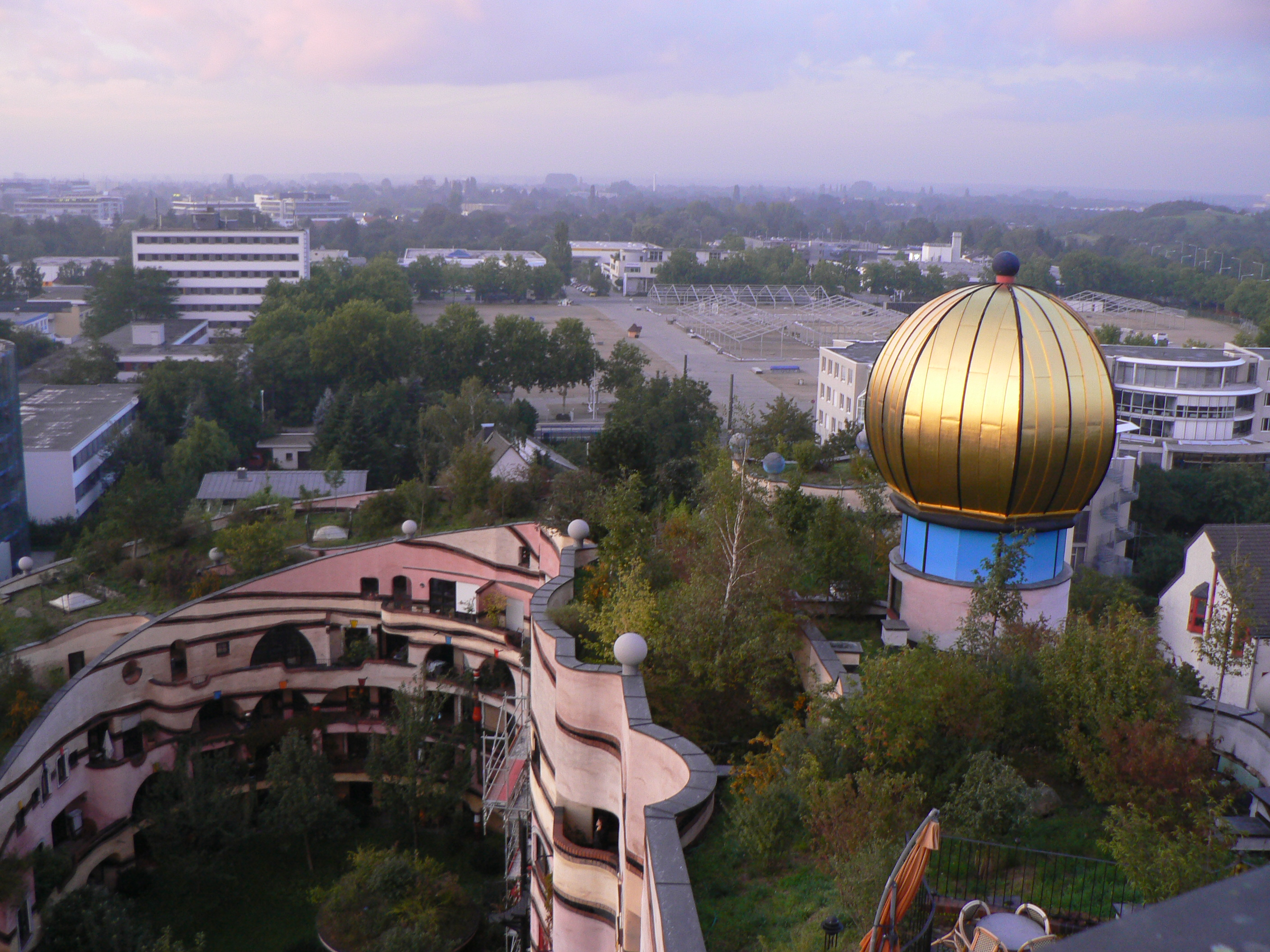
Vy från "Skogsspiralens" gröna tak.

Waldspirale (Skogsspiral) är en mycket ovanlig bostadslänga i den tyska staden Darmstadt. Den stod klar år 2000, formgiven av den österrikiske konstnären Friedensreich Hundertwasser och projekterad av arkitekten Heinz M. Springmann.

## Beskrivning
Waldspirale består av 105 lägenheter, ett underjordsgarage, ett kafé, en servering och en kiosk. På innergården finns en lekplats och en liten konstgjord sjö. Till den U-formiga byggnadens egenheter hör de iögonfallande fasaderna som inte följer något bestämt schema för sin utformning, med fönster som "aus der Reihe tanzen" (dansar ur ledet) och träd som kallas "Baummieter" (trädhyresgäster) vilka växer ut genom fönstren.

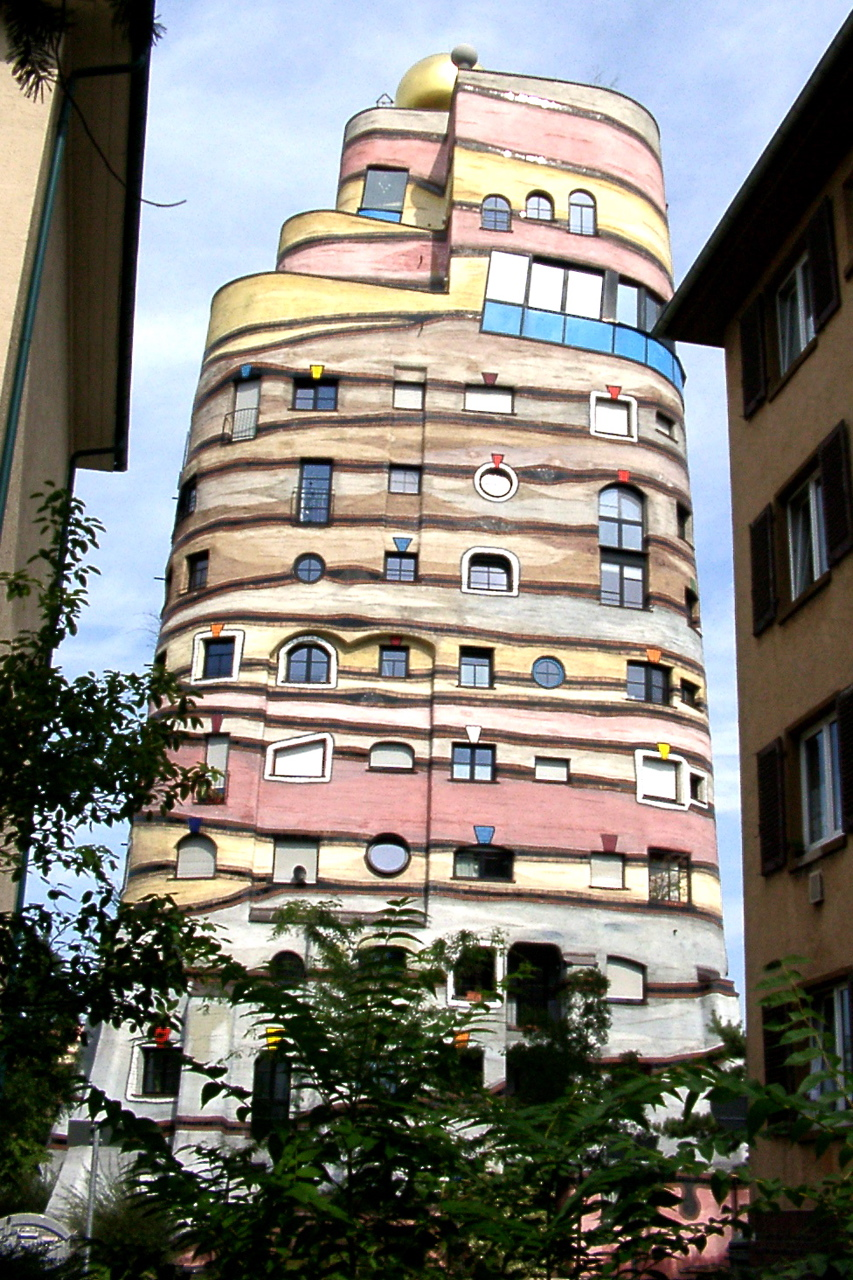
Spiralens gavel. Högst upp ligger kafé och bar.

Det gröna taket med gräs, buskar, blommor och träd löper likt en ramp allt högre upp längs U-formen. Som mest är byggnaden tolv våningar hög. Vid byggandet gick det åt ungefär 12 000 m³ betong med inslag av återvunnet material.

## Formgivning
Vart och ett av Waldspirales mer än 1000 fönster är unikt. Varje lägenhet har olika handtag på dörrar och fönster. Några lägenheter är utformade i Hundertwassers typiska stil och har i badrum och kök hans färggranna golvplattor och kakel. Likaså är samtliga hörn i dessa lägenheter avrundade vid tak och väggar, och rättar sig på så sätt efter Hundertwassers estetiska uppfattning gegen die gerade Linie (mot den raka linjen). Av kostnadsskäl blev endast ett fåtal av anläggningens lägenheter så individuellt utformade. 

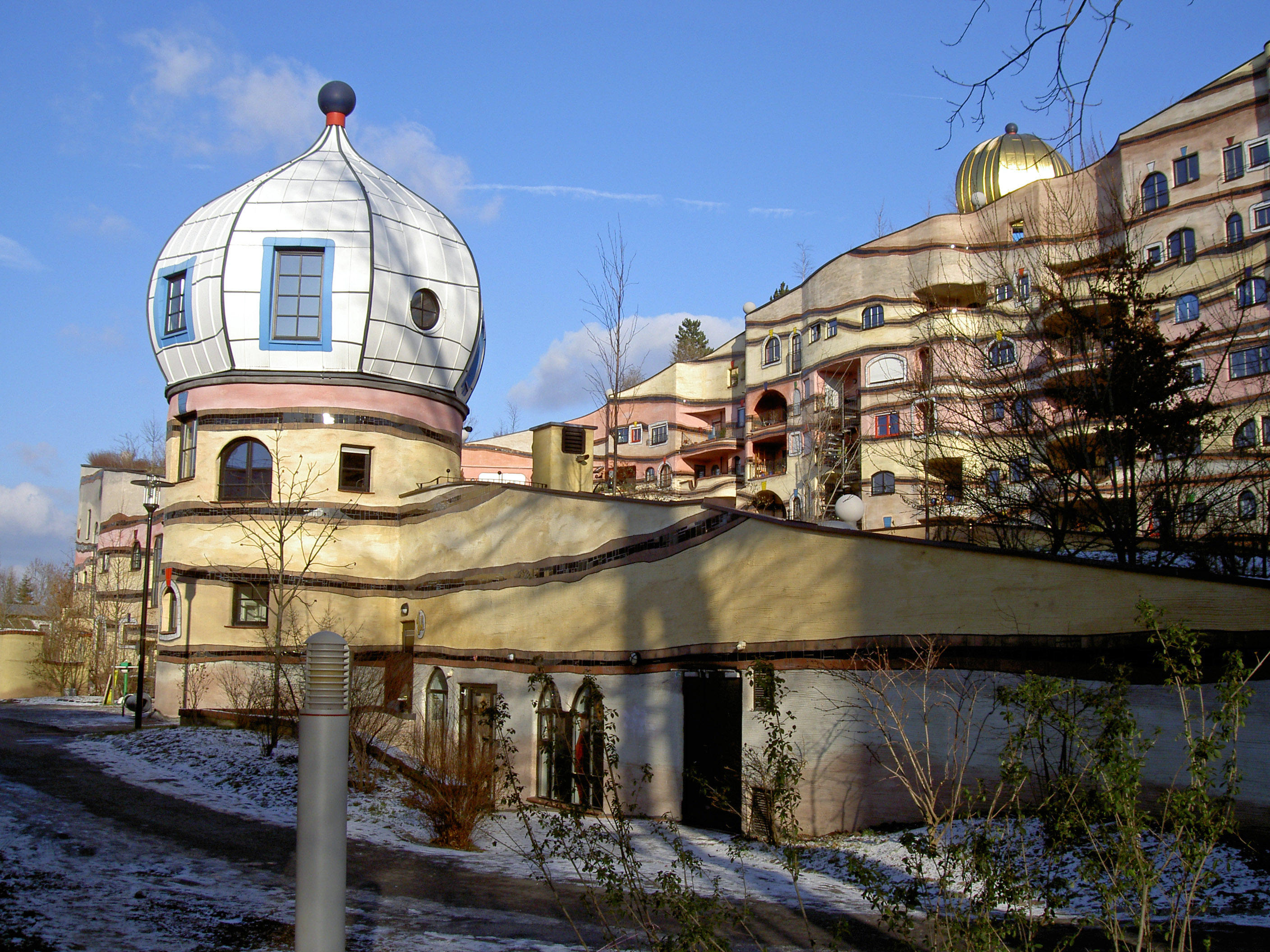
Ett torn med lökkupol inleder byggnadens spiral.

Utifrån sett är Hundertwassers stilelement lätt igenkännliga: spiralen, lökkupolerna, avsaknaden av raka linjer och hörn, byggnadens granna jordfärger och färgglada keramikpelare.